# Germán Araoz
Dario Germán Araoz (San Miguel de Tucumán, 4 luglio 1985) è un rugbista a 15 argentino, attivo nel ruolo di pilone e internazionale per l'Argentina.

## Biografia
Germán nasce a San Miguel de Tucumán in Argentina; cresce rugbisticamente nel Jockey Club Tucumán e nel 2012 
disputa la Vodacom Cup con la franchigia Pampas XV.
Nel 2011 disputa con l'Argentina Jaguares l'IRB Nations Cup in Romania.
Nell'estate 2012 viene selezionato nell'Argentina che partecipa al Campionato sudamericano, disputando due match contro Brasile e Cile e aggiudicandosi la competizione.
Nell'ottobre 2012 viene ingaggiato dai Glasgow Warriors, in Pro12, per sopperire ad un susseguirsi di infortuni tra le prime linee; disputa quattro partite col club, due di questi cruciali contro Edimburgo e validi per la Coppa 1872, competizione fra i due maggiori club scozzesi; Glasgow si aggiudicò entrambi i match, alzando la Coppa.
Nell'estate 2013 si trasferisce in Italia, prima al Cavalieri Union e poi al Viadana.

## Palmarès
- Campionati sudamericani: 1
Argentina: 2012